# N. Lee Wood
Nancy Lee Wood (n. 1955) este o scriitoare americană de science fiction.

## Viața
Nancy Lee Wood s-a născut în 1955 în Connecticut. În 1985, pe când era studentă, a participat la atelierul literar de science fiction Clarion West ținut în Seattle, unde l-a cunoscut pe Norman Spinrad, care în acel moment preda acolo. Un an mai târziu, ea s-a mutat în locuința lui din Laurel Canyon.
În 1987, cei doi au călătorit în Europa, vizitând Anglia și Parisul și, un an mai târziu, au decis să se mute în capitala Franței..
Wood și Spinrad s-au căsătorit în 1990 în Florida, dar au divorțat în 2005, fără a avea copii.

## Activitatea literară
Prima povestire SF publicată de Wood, intitulată "Molly Haskowin", a apărut în 1990 în antologia Sworn Allies, editată de David Drake și Bill Fawcett pentru casa de editură Ace.
În 1994-96, a editat antologiile Nemira '94 împreună cu Romulus Bărbulescu, George Anania și Norman Spinrad și Nemira '96 împreună cu Sebastian A. Corn  și Alexandru Mironov.
Primul său roman, Copiii lui Faraday, a fost publicat pentru prima dată în România în 1995. Al doilea roman, În căutarea lui Mahdi (1996), a fost publicat în SUA înainte să apară ediția americană a Copiilor lui Faraday  și a fost nominalizat la premiul Arthur C. Clarke pentru "Cel mai bun roman" în anul 1997.
Wood este o participantă frecventă la convențiile europene și britanice.

## Opera

### Romane
- Faraday's Orphans (1995) - în cronologiile americane, acest roman apare ca fiind publicat în 1996, după În căutarea lui Mahdi

ro. Copiii lui Faraday - editura Nemira, 1995
- Looking for the Mahdi (1996)

ro. În căutarea lui Mahdi - editura Nemira, 1998
- Bloodrights (1999)
- Master of None (2004)

### Seria Inspector Keen Dunliffe
- Kingdom of Lies (2005)
- Kingdom of Silence (2009)

### Antologii editate
- Nemira '94 (1994) - în colaborare cu Romulus Bărbulescu, George Anania și Norman Spinrad

### Povestiri
- "Molly Haskowin" (1990)
- "Memories that Dance Like Dust in the Summer Heat" (1990)
- "In the Land of No" (1991)
- "Three Merry Pranksters at the Louvre" (2000)
- "Balzac" (2003)

### Eseuri
- "Report from Clarion West" (1985)
- "Magnum Opus Con (III)" (1988)
- "1988 World Sf Meeting in Budapest" (1989)
- "ABA, Parisienne Style" (1989)
- "SF in France" (Locus #357) (1990)
- "World SF Meeting at Den Haag" (1990)
- "Parcon '90 Report" (1991)
- "SF in France" (Locus #372) (1992)
- "1992 Salon du Livre" (1992)
- "Freucon/1992 World SF Meeting" (1992)
- "Étonnants Voyaguers Festival" (1993)
- "1993 Salon du Livre" (1993)